# 西海岸省

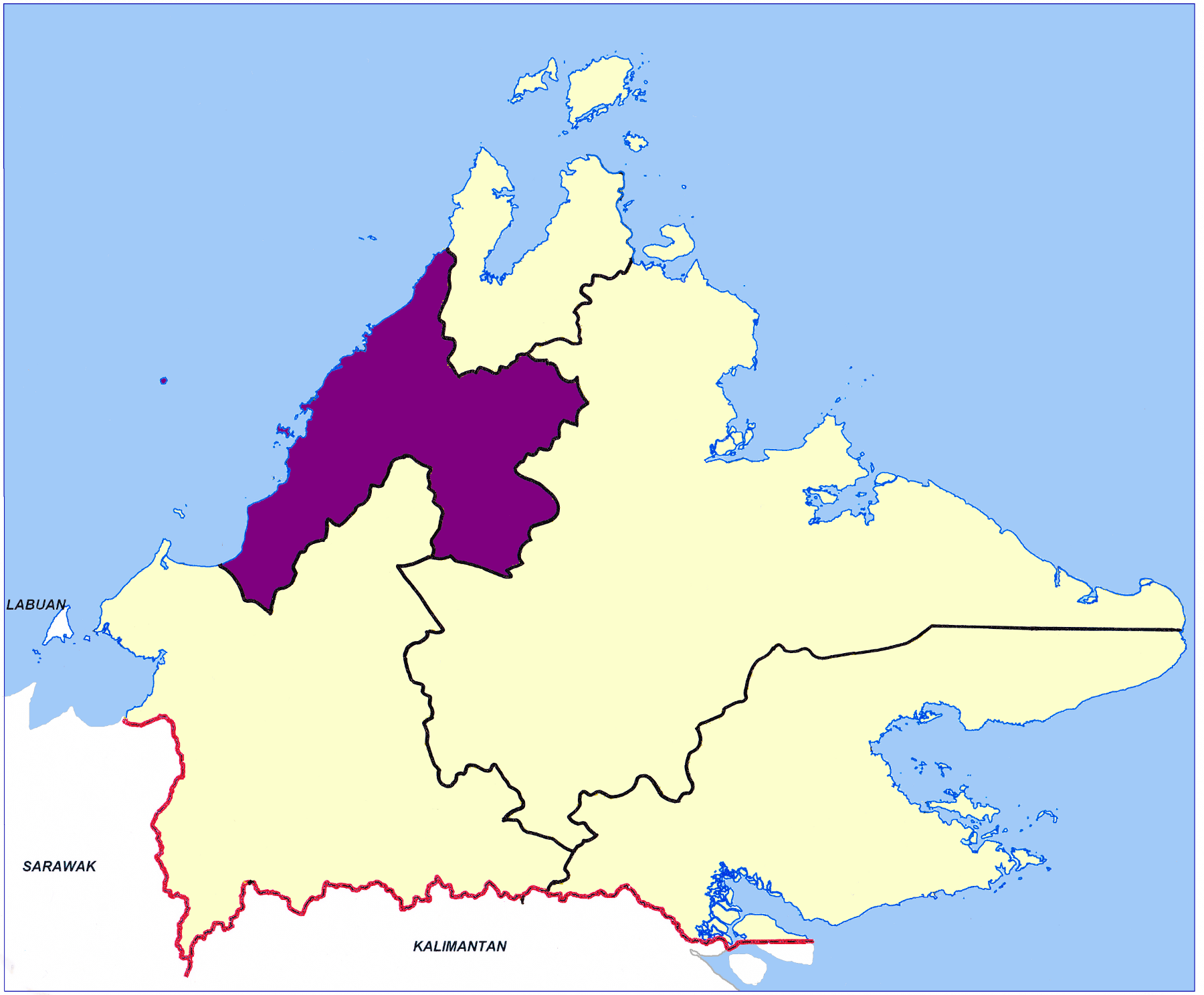
西海岸省位置圖

西海岸省是馬來西亞沙巴州五個省份之一，位於該州西北部，面向南海。
面積14,905平方公里，2000年人口796,809人。下分六县（亞庇、古打毛律、吧巴、兵南邦、斗亞蘭、蘭瑙、普塔坍县）。